# حصن بابك
حصن بابك أو حصن جاويدان هو حصن يقع على قمة أحد جبال غابات أرسبران على بعد 10 كم جنوب غرب كليبر بإيران. عُرفت بأنها معقل بابك الخرمي، زعيم الخورمدين في أزربيجان الذين حاربوا الخلافة الإسلامية العباسية. يجتمع الإيرانيون الأذربيجانيون في قلعة بابك خلال عطلة نهاية الأسبوع الأول من يوليو كل عام للاحتفال السنوي ببابك الخرمي.

## التسمية
أطلق على الحصن أسماء عديدة منها: حصن بابك، وحصن جاويدان، وحصن جمهوروبذ، وحصن الخالد، وحصن الجمهورية، أشهرها حصن بابك أو بابيك نسبةً إلى بابك خرمدين البطل القومي لأرذبيجان الذي بنى الحصن.

## الجغرافيا
تقع القلعة على ارتفاع يتراوح بين 2300 إلى 2600م فوق سطح البحر. ويحيط بالقلعة من الجهات الأربعة وديان يتراوح عمقها بين 400 إلى 600م، وهناك طريق وحيد مؤدي إلى القلعة ويسمى بطريق الدواب.

## التاريخ
بنيت القلعة بأمر من بابك خرمدين، وقد تمكن وأتباعه من التحصن فيها لمدة 22 سنة خلال حربه مع الجيوش العربية، وعُثر داخل القلعة مقتنيات فخارية ذات نقوش متعددة، وعملات تعود للقرون السادسة والسابعة للهجرة وتعود لعصر الدولة الأتابكية كما يوجد العديد من المواقع الأثرية.